# 409
För andra betydelser, se 409 (olika betydelser).
409 (CDIX) var ett normalår som började en fredag i den julianska kalendern.

## Händelser

### Okänt datum
- Konstantin III:s general Gerontius gör uppror i Hispania och upphöjer sin egen kandidat, Maximus, till kejsare.
- Vandalerna, alanerna och sveberna bryter igenom Konstantin III:s garnisons in i Hispania. De delar upp Iberiska halvön genom lottdragning, varvid vandalerna får Hispania Baetica (nuvarande Andalusien), sveberna får Gallaecia (nuvarande Galicien och norra Portugal) och alanerna får Lusitania (resten av nuvarande Portugal och spanska Extremadura).
- Den visigotiske kungen Alarik I belägrar Rom en andra gång. Efter avtal med den romerska senaten insätter han Priscus Attalus som västromersk kejsare.
- Svält slår till mot Hispania, Gallien och Italien.
- Ming Yuandi efterträder Dao Wudi som härskare av den kinesiska Weidynastin.

## Födda
- Liu Yikang, kinesisk prins.

## Avlidna
- Serena, brorsdotter till Theodosius I och gift med Stilicho (avrättad i Rom).